# بورس نیویورک
بازار بورس نیویورک (به انگلیسی: New York Stock Exchange) (اختصاری NYSE) بزرگ‌ترین بازار بورس جهان بر پایه حجم معاملات و نیز ارزش بازار سرمایه می‌باشد، که در سال ۲۰۱۸ میزان ارزش بازار شرکت‌های فهرست‌شده در آن بالغ بر ۳۱ تریلیون دلار برآورد گردید.
ساختمان مرکزی بازار بورس در خیابان شمارهٔ ۱۱ وال استریت، منهتن جنوبی، در شهر نیویورک واقع شده‌است.

## تاریخچه

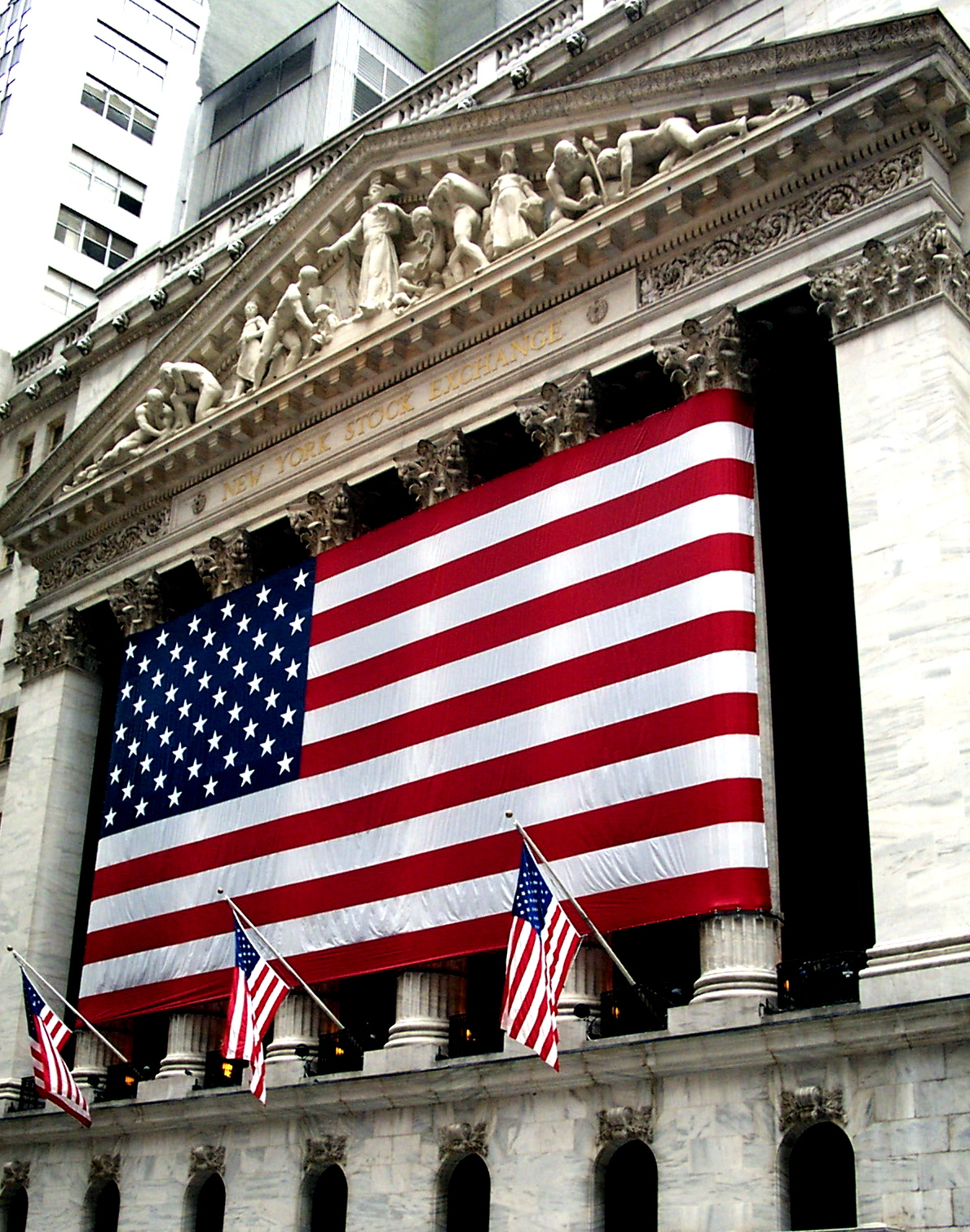
ساختمان مرکزی بازار بورس نیویورک در سال ۲۰۰۳ به همراه پرچم ایالات متحده که به یاد قربانیان حادثه تروریستی یازده سپتامبر بر روی این ساختمان نصب شده است

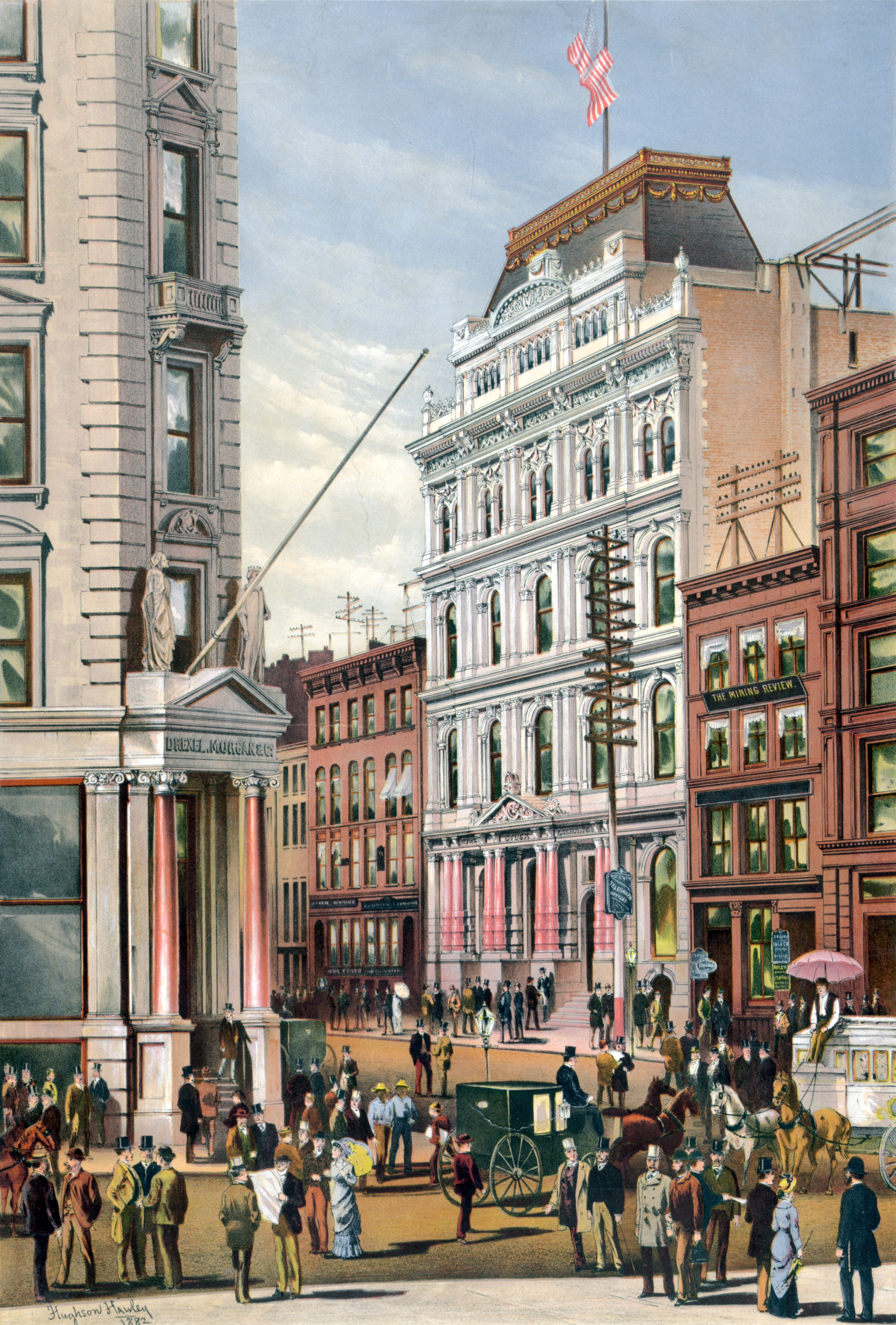
بورس نیویورک در خیابان ۱۰–۱۲ در سال ۱۸۸۲

در تاریخ ۱۷ مه ۱۷۹۲ شمار ۲۴ کارگزار بازار سهام، در خیابان وال استریت شهر نیویورک و زیر درخت نارون دور هم جمع شدند و توافق‌نامه‌ای را امضا کردند، که بعدها به توافق‌نامه باتن وود یا درخت نارون مشهورشد.
۲۵ سال بعد، در هشتم مارس ۱۸۱۷ اعضای مؤسس این نهاد تصمیم گرفتند، تا با تهیه پیش‌نویس قانون، مراحل انجام معاملات را شفاف‌تر و قانون‌مند کنند و پس از آن نیز خود را به عنوان هیئت امنای بورس اوراق بهادار نیویورک خطاب کردند و با تنظیم اساسنامه، شروع به کار بورس نیویورک را رسمیت بخشیدند. بازار بورس نیویورک به‌طور رسمی و برای اولین بار در ساختمانی اجاره‌ای، واقع در پلاک ۴۰ خیابان وال استریت، توسط بازرگانان نیویورکی شروع به کار کرد. در آن زمان ریاست این بازار را فردی به نام آنتونی استکهلم برعهده داشت و وظیفه وی این بود که هر روز صبح، فهرستی از سهام‌هایی که قابل خرید و فروش بودند را به‌طور عمومی منتشر می‌کرد. در آن زمان برای ورود به هیئت مدیره بورس نیویورک نیاز به داشتن رأی دیگر اعضا داشتند. علاوه بر این، ورود به بازار مستلزم پرداخت پول برای خریدن جایگاه بود، که در سال ۱۸۱۷ هر جایگاه ۲۵ دلار و در ۱۸۲۷ هر جایگاه ۱۰۰ دلار معامله می‌شد.
پس از آن که ساختمان اولیه واقع در پلاک ۴۰ وال استریت در آتش‌سوزی بزرگ‌سال ۱۸۳۵ تخریب شد، این نهاد به مکانی موقتی انتقال یافت و در سال ۱۸۶۳ نام خود را از هیئت امنای بورس اوراق بهادار نیویورک، به بورس اوراق بهادار نیویورک تغییر داد و در سال ۱۸۶۵ به ساختمان ۱۰ و ۱۲ خیابان براد نقل مکان کرد. مابین سال‌های ۱۸۹۶ میلادی تا ۱۹۰۱، ارزش بازار بورس نیویورک با رشد ۶ برابری رو به رو شد و همین امر موجب شد تا مقامات بورس نیویورک به فکر مکان تازه‌ای برای وسعت برنامه‌های خود باشند، به همین جهت طی فراخوانی از هشت طراح برجسته آمریکایی، شرکت طراحی نئوکلاسیک را انتخاب کردند، تا ساختمان جدید را برای آن‌ها طراحی و تجهیز نماید. از سوی دیگر در همان سال (۱۹۰۱) جی‌پی مورگان با ساخت یک شرکت چند میلیارد دلاری که یو. اس. استیل (یا "شرکت استیل آمریکا") نام داشت، به بورس نیویورک رونق بخشید.
ساختمان جدید در شماره ۱۸ خیابان براد، با هزینه ۴ میلیون دلاری، در تاریخ ۲۲ آوریل سال ۱۹۰۳ ساخته شد. متراژ طبقه معاملاتی آن ۴۲٫۵ × ۳۳ متر بود، که یکی از بزرگترین تالارهای معاملاتی در آن تاریخ در نیویورک محسوب می‌شد. نمای این ساختمان دارای ۶ ستون بود و این ساختمان نیز به عنوان یکی از بناهای تاریخی در سال ۱۹۷۸ ثبت شد. در سال ۱۹۲۲ ساختمانی برای اداره‌های مربوط به بورس اوراق بهادار نیویورک توسط گروه Trowbridge & Livingston در شماره ۱۱ خیابان وال استریت بنا شد و طبقه معاملاتی آن به نام گاراژ معروف‌شد.
در سال ۱۹۶۹ یک طبقه دیگر معاملاتی به این ساختمان افزوده شد که اتاق آبی (به انگلیسی: blue room) نام داشت و در سال ۱۹۸۸ اتاقی مجهز با جدیدترین تکنولوژی برای نمایش اطلاعات بازار به نام اتاق ای‌بی‌آر به این مجموعه افزوده شد. در این میان، طبقه دیگر معاملاتی در سال ۲۰۰۰ میلادی به نام باند روم، در ساختمان شماره ۳۰ خیایان براد افتتاح شد. بعدها با افتتاح بازار هیبرید، بسیاری از عملیات بازار به صورت الکترونیکی اجرا شد و بنابر رفت‌وآمد کمتر سهامداران به طبقات معاملاتی، بورس نیویورک تصمیم گرفت تا در سال ۲۰۰۶ اتاق‌های معاملاتی ساختمان شماره ۳۰ خیابان براد را تخلیه کند.
با وجود الکترونیکی شدن معاملات و همه گیر شدن استفاده از معاملات الکترونیکی در اواخر سال ۲۰۰۷ بورس نیویورک تمامی طبقات معاملاتی که طی سال‌های ۱۹۶۹ و ۱۹۸۸ ساخته بود را از سکنه خالی کرد. اما در خلال این اقدامات و در تاریخ ۲۱ آوریل سال ۲۰۰۵ بورس اوراق بهادار نیویورک تصمیم گرفت تا با گروه بورس اوراق بهادار آرکیپلاگو ادغام شود. ادغامی که ساختار بورس نیویورک را به بزرگترین شرکت معاملاتی سهام تبدیل می‌کرد. پس از آن که اعضای هیئت مدیره بورس نیویورک در ماه دسامبر با این ادغام موافقت کردند، بورس نیویورک در سال ۲۰۰۶ به نام گروه بورس نیویورک معروف شد و در سال ۲۰۰۷ با تکمیل ادغام با بورس یورونکست، به نام بورس یورونکست نیویورک به فعالیت خود ادامه‌داد.

## زمان معاملات
بورس اوراق بهادار نیویورک از دوشنبه تا جمعه از ساعت ۹:۳۰ صبح (۱۸ بعدازظهر به وقت تهران) تا ۱۶ بعد از ظهر (نیمه شب به وقت تهران) به معامله می‌پردازد. در طبقه معاملاتی این بازار، معاملات به صورت حراج پیوسته انجام می‌پذیرد و معامله گران رو در روی سرمایه‌گذاران معامله می‌کنند و با جمع شدن به دور معامله گر معتمد و ناظر بازار، که توسط بورس اوراق بهادار تعیین می‌شود، به معامله می‌پردازند و ناظر با تعامل با خریدار و فروشنده، حراج را به پایان می‌رساند.
ناظران در بازار نیویورک با اخذ کمیسیونی مطابق با ۱۰ درصد، معاملات را به اصطلاح جوش می‌دهند و اطلاعات مورد نظر خریداران را به فروشندگان و بالعکس انتقال می‌دهند. در سال ۱۹۹۵ مراحل حراجی در بورس نیویورک به وسیله کامپیوترهای دستی انجام گرفت و از سال ۲۰۰۷ تمامی معاملات سهام در بورس نیویورک به صورت الکترونیکی در بازار هیبرید انجام شد. مشتریان از این پس می‌توانستند تا سفارش‌های خود را به سرعت از طریق الکترونیکی به گوش معامله‌گران برسانند یا حتی در بازار حراجی وارد کنند.

## حوادث
- در تاریخ ۳۱ ژوئیه سال ۱۹۴۱ میلادی، بورس نیویورک به دلیل وارد شدن آمریکا در جنگ جهانی دوم تعطیل شد و در تاریخ ۲۸ نوامبر برای کمک رسانی مالی به جنگ از طریق فروش اوراق قرضه، فعالیت خود را آغاز کرد.[۱۱]
- در تاریخ ۱۶ سپتامبر سال ۱۹۲۰، بمبی در خیایان وال استریت در نزدیکی بورس نیویورک منفجر شد. ۳۳ نفر را کشت و نزدیک به ۴۰۰ نفر را مجروح کرد. عاملان این بمب‌گذاری هیچ‌گاه معلوم نشدند. بورس نیویورک و ساختمان‌های مجاور این نهاد مثل بانک جی‌پی مورگان چیس هنوز برای یادبود درگذشتگان آثار خرابی بر روی بنای خود را بازسازی نکرده و باقی نگاه داشته‌اند.
- در تاریخ ۲۴ اکتبر ۱۹۲۹، سه شنبه سیاه برای وال استریت و بورس نیویورک اتفاق افتاد و افت عجیب شاخص‌های این کشور، موجب شد این تاریخ به عنوان بزرگترین تراژدی بورس نیویورک نام گیرد، که به رکود بزرگ مشهور می‌باشد.

## موج اول
در ۱۹۰۷ اولین موج آشفتگی و رکود گریبان‌گیر وال استریت و بورس نیویورک شد. همزمانی این موج با رکود اقتصادی ایالات متحده آمریکا و کاهش ۵۰ درصدی شاخص سهام بازار بورس نیویورک باعث هجوم مردم و سرمایه‌گذاران برای پس گرفتن سرمایه‌های خود از بانک‌ها و مؤسسات مالی شد. سرانجام بخشی از این موج به ایالت‌های دیگر آمریکا منتقل شد و بسیاری از بانک‌های بزرگ آمریکا اعلام ورشکستگی کردند. بسیاری معتقدند کنترل این موج و برگرداندن اعتماد مردم و سرمایه‌گذاران به وال استریت توسط سرمایه‌گذاری به نام جی‌پی مورگان صورت گرفت.
در آن زمان آمریکا بانک مرکزی نداشت. مورگان با راضی کردن تعدادی از مؤسسات مالی و بانک‌های دیگر نیویورک صندوقی برای کمک به وضعیت اقتصادی و بانک‌های ورشکسته تشکیل دادند. همچنین در نوامبر همان سال، مورگان یک شرکت بزرگ راه‌آهن را که به علت بالا رفتن بدهکاری بخش زیادی از ارزش سهامش را از دست داده بود خریداری کرد و همین کار بازارهای سهام نیویورک را نجات‌داد.

## موج دوم
موج آشفتگی و هراس دوم در سال ۱۹۲۹ گریبان‌گیر وال استریت و سرانجام اقتصاد ایالات متحده آمریکا شد. در اواخر دهه ۱۹۲۰ بورس بازی در بازار سهام نیویورک رواج داشت. رونق خوب بازار که بر پایه رشد صنایع، استوار بود، هر روز افراد زیادی را به خود جذب می‌کرد. کسبه بورس برای اینکه قیمت پیشنهادی خود را بالاتر ببرند، از وام‌های بانکی کلان استفاده می‌کردند، تا جایی که از سال ۱۹۲۴ تا ۱۹۲۹ قیمت سهام بازار نیویورک تا ۴۰۰٪ درصد افزایش یافت. اما با رکود صنایع، سوددهی سهام این افراد کاهش یافت و بیشتر وام‌های گرفته شده، به بانک‌ها پس داده نشد. همین امر باعث وقوع رکود در بازار بورس نیویورک شد.
در اکتبر ۱۹۲۹ بازار ۳۱ واحد و قیمت شاخص سهام نیز ۴۹ واحد کاهش یافت. تا جایی که در پایان ماه اکتبر همان سال بازار به کلی راکد شد و رو به تعطیلی گذاشت. این اتفاق جرقه بزرگترین رکود اقتصادی آمریکا را رقم زد، که تا جنگ جهانی دوم نیز ادامه پیدا کرد. در قرن ۲۱ نیز بحران‌های مالی زیادی باعث رکود بازار بورس نیویورک شد. در بین سال‌های ۲۰۰۱ و ۲۰۰۲ حباب دات کام باعث آشفتگی بازارهای آمریکا و مخصوصاً بورس نیویورک شد. علاوه بر این، بحران مسکن آمریکا در سال ۲۰۰۶ موج آشفتگی و رکود در بازار بورس نیویورک ایجاد کرد.

## ساختمان مرکزی

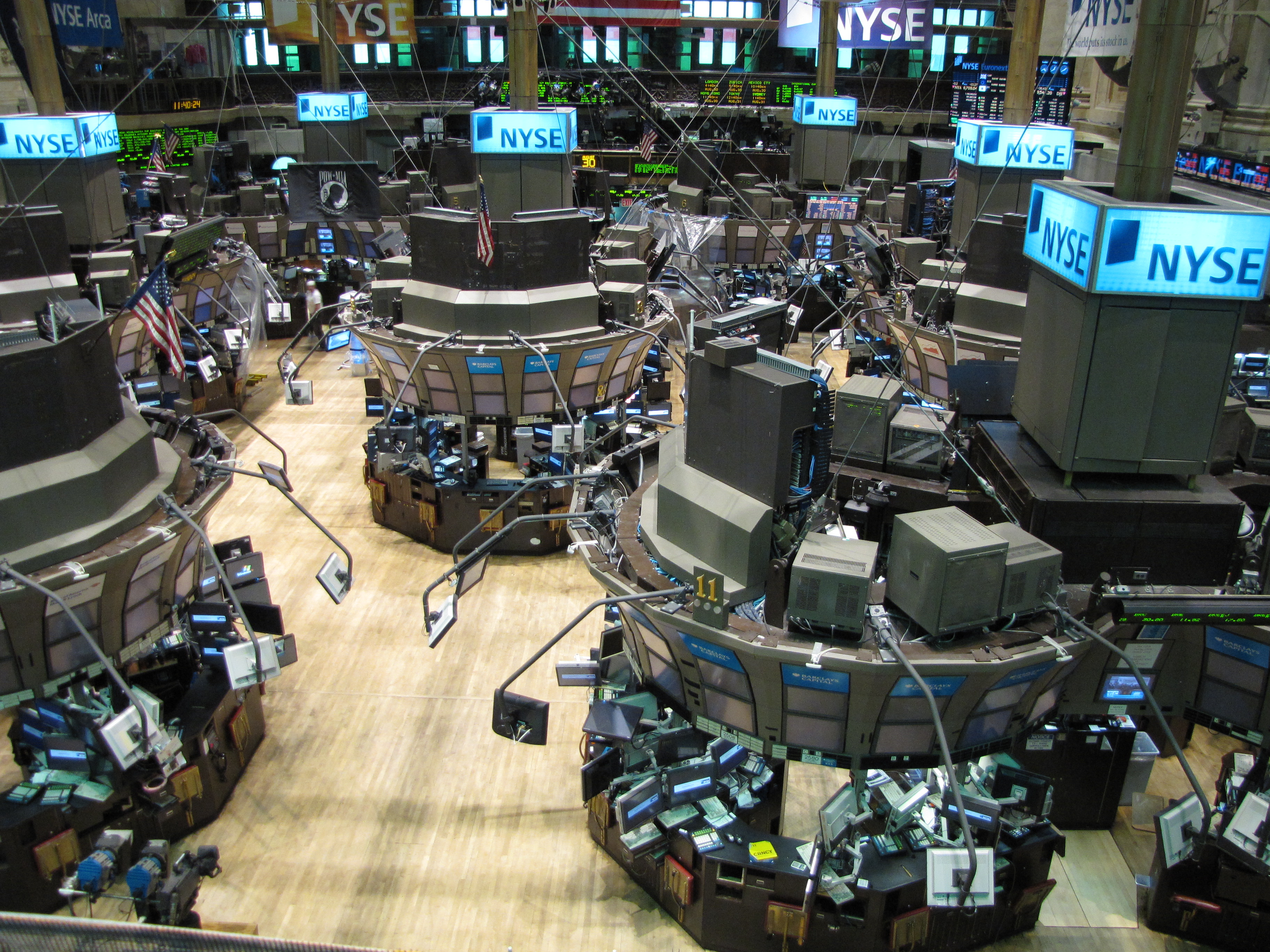
تالار بورس

بازار بورس نیویورک در ۱۷۹۲ در پلاک ۴۰ وال استریت شروع به کار کرد. در ۱۸۶۵ این بازار به پلاک ۱۰–۱۲ خیابان براد (به انگلیسی: Broad Street) منتقل شد. در ۲۲ آوریل ۱۹۰۳ این بازار به ساختمانی ۴ میلیون دلاری، در پلاک ۱۸ خیابان براد منتقل شد. در ۱۹۲۲ یک ساختمان برای دفاتر اجرایی بازار، در پلاک ۱۱ وال استریت (محل کنونی بازار بورس نیویورک) بازگشایی شد. در سال ۲۰۰۸ بازار بورس آمریکا، با بازار بورس نیویورک ادغام شدند و سالن اصلی آن، به تالار خرید و فروش بورس نیویورک منتقل شد. حملات ۱۱ سپتامبر به برج‌های تجارت جهانی در منهتن، باعث از بین رفتن ۴۵٪ درصد دفاتر اداری وال استریت گردید.